# 西堀 (さいたま市)
西堀（にしぼり）は、埼玉県さいたま市桜区の町名。現行行政地名は西堀一丁目から西堀十丁目、および大字西堀。町丁は住居表示実施済み。郵便番号は338-0832。

## 地理
さいたま市の南西部・桜区東南部の沖積平野に位置している。町域の北方には南元宿、町谷、中央区鈴谷、南方には田島、南区関、西方には新大宮バイパス（首都高速埼玉大宮線）を挟み桜田、東方には鹿手袋がそれぞれ接している。地区は全体的には市街化区域であるが、鴻沼川流域が市街化調整区域である。JR埼京線中浦和駅からも近く宅地化が進んでいる。荒川河川敷の秋ヶ瀬公園などに飛び地の大字西堀が残る。

### 河川
鴻沼川が境界になっているほか高沼用水路などが流れる。合野谷排水路は旧入間川の流路の名残である。

### 地価
住宅地の地価は、2022年（令和4年）1月1日の公示地価によれば西堀2-6-6の地点で23万3000円/m2となっている。

## 歴史
もとは江戸期より存在した武蔵国足立郡与野領に属する西堀村であった。村高は「武蔵田園簿」では677石（田479石、畑198石）、「元禄郷帳」では新田開発により増加し848石余、「天保郷帳」では883石余で持添新田の西堀村新田では140石余。助郷は中山道浦和宿に出役していた。化政期の戸数は106軒で、村の規模は東西10町南北15町であった。
- 鎌倉時代 - 畠山重忠の家臣により、西堀・氷川神社が創建された[9]。神社の本殿は、江戸時代中頃、造られたもので二間社流造、こけら葺で、さいたま市指定有形文化財に1979年（昭和54年）3月29日、指定された[10]。
- 江戸時代 - 西堀村発足当初は幕府領、正保年間（1645年〜1648年）頃より承応年間（1652年〜1655年）頃まで知行は旗本水野氏で、その後は再び幕府領[7]。
  - 入会地の持添新田は幕府領で、1748年（寛延元年）より一部の知行が旗本中山氏および永見氏の相給となる[7]。
- 1841年（天保12年）日向不動堂の前に、日向十景の碑が建てられた[11]。
- 幕末頃 - 持添新田の西堀村新田を併合したと云われている[7]。
- 幕末時点では足立郡西堀村であった。明治初年の『旧高旧領取調帳』の記載によると、代官大竹左馬太郎支配所が管轄する幕府領であった。氷川社の社領も存在した[12]。
- 1868年（慶応4年）6月19日 - 旧幕府領が武蔵知県事・山田政則（忍藩士）の管轄となる[13]。
- 1869年（明治2年） 
  - 1月13日 - 武蔵知県事・宮原忠英の管轄区域に大宮県を設置、同県の管轄となる。県庁は東京府馬喰町に置かれる。
  - 9月29日 - 県庁が浦和に置かれ浦和県に改称。
- 1871年（明治4年）11月13日 - 第1次府県統合により埼玉県の管轄となる。
- 1873年（明治6年） - 医王寺に仮校舎が建てられ、西堀学校（現さいたま市立土合小学校）が開設される[7]。
- 1879年（明治12年）3月17日 - 郡区町村編制法により成立した北足立郡に属す。郡役所は浦和宿に設置。
- 1889年（明治22年） - 町村制施行により西堀村が南元宿、関、鹿手袋、田島、新開、道場、与野領町谷、栄和、中島、山窪の十一村が合併し、土合村となり[14]、土合村の大字西堀となる[7]。
- 1955年（昭和30年）1月1日 - 土合村が大久保村とともに浦和市へ編入され[15]、浦和市の大字となる。
- 1941年（昭和16年） - 大字西堀の一部が与野町へ編入される[7]。
- 1962年（昭和37年） - 埼玉県立浦和工業高等学校が大字領家から移設設置された[7]。
- 1965年（昭和40年） - 浦和西堀郵便局が開局される[7]。
- 1970年（昭和45年）3月9日 - 西堀ひかわ幼稚園が認可された[16]。
- 1971年（昭和46年）6月1日 - 大字西堀の飛地に秋ヶ瀬公園が開園する。
- 1985年（昭和60年）8月1日 - 大字西堀の一部が住居表示により桜田の全域、および新開、田島、中島の一部となる[17]。
- 1988年（昭和63年）8月1日 - 大字西堀の一部が住居表示により西堀一丁目〜十丁目となる。残部となる大字西堀は存続。
- 1992年（平成4年）5月1日 - 地内に鴻沼資料館が開館する。
- 2001年（平成13年）5月1日 - 浦和市が、与野市、大宮市と合併しさいたま市となり、さいたま市の町名となる。
- 2003年（平成15年）4月1日 - さいたま市が政令指定都市に移行しさいたま市桜区の町名となる。

## 世帯数と人口
2017年（平成29年）9月1日現在の世帯数と人口は以下の通りである。
| 丁目       | 世帯数    | 人口     |
| ---------- | --------- | -------- |
| 西堀一丁目 | 384世帯   | 751人    |
| 西堀二丁目 | 1,026世帯 | 2,188人  |
| 西堀三丁目 | 930世帯   | 2,024人  |
| 西堀四丁目 | 1,213世帯 | 2,903人  |
| 西堀五丁目 | 521世帯   | 1,195人  |
| 西堀六丁目 | 922世帯   | 2,120人  |
| 西堀七丁目 | 1,026世帯 | 2,463人  |
| 西堀八丁目 | 743世帯   | 1,589人  |
| 西堀九丁目 | 662世帯   | 1,495人  |
| 西堀十丁目 | 329世帯   | 745人    |
| 計         | 7,756世帯 | 17,473人 |

## 小・中学校の学区
市立小・中学校に通う場合、学区（校区）は以下の通りとなる。
| 丁目       | 番地   | 小学校                 | 中学校                 |
| ---------- | ------ | ---------------------- | ---------------------- |
| 西堀一丁目 | 全域   | さいたま市立土合小学校 | さいたま市立土合中学校 |
| 西堀二丁目 | 全域   | さいたま市立土合小学校 | さいたま市立土合中学校 |
| 西堀三丁目 | 全域   | さいたま市立土合小学校 | さいたま市立土合中学校 |
| 西堀四丁目 | 3〜6番 | さいたま市立土合小学校 | さいたま市立土合中学校 |
| 西堀四丁目 | その他 | さいたま市立新開小学校 | さいたま市立田島中学校 |
| 西堀五丁目 | 全域   | さいたま市立土合小学校 | さいたま市立土合中学校 |
| 西堀六丁目 | 全域   | さいたま市立土合小学校 | さいたま市立土合中学校 |
| 西堀七丁目 | 全域   | さいたま市立土合小学校 | さいたま市立土合中学校 |
| 西堀八丁目 | 全域   | さいたま市立土合小学校 | さいたま市立土合中学校 |
| 西堀九丁目 | 全域   | さいたま市立中島小学校 | さいたま市立土合中学校 |
| 西堀十丁目 | 全域   | さいたま市立中島小学校 | さいたま市立土合中学校 |

## 交通
JR埼京線中浦和駅が至近にあり、ホームの北端が地区内に掛かる。また、南与野駅も徒歩圏内にある。
道路
- 国道17号新大宮バイパス - 地区の西境を通る
- 首都高速埼玉大宮線
- 埼玉県道57号さいたま鴻巣線（新六間道路）
  - 日向坂
- 埼玉県道165号大谷本郷さいたま線
- 町谷本太線
- 道場三室線（建設中）
- 別所沼通[19]

## 地域

### 寺社・史跡
- 日向不動尊[19]
- 田島ヶ原 - 飛地に所在（一部）

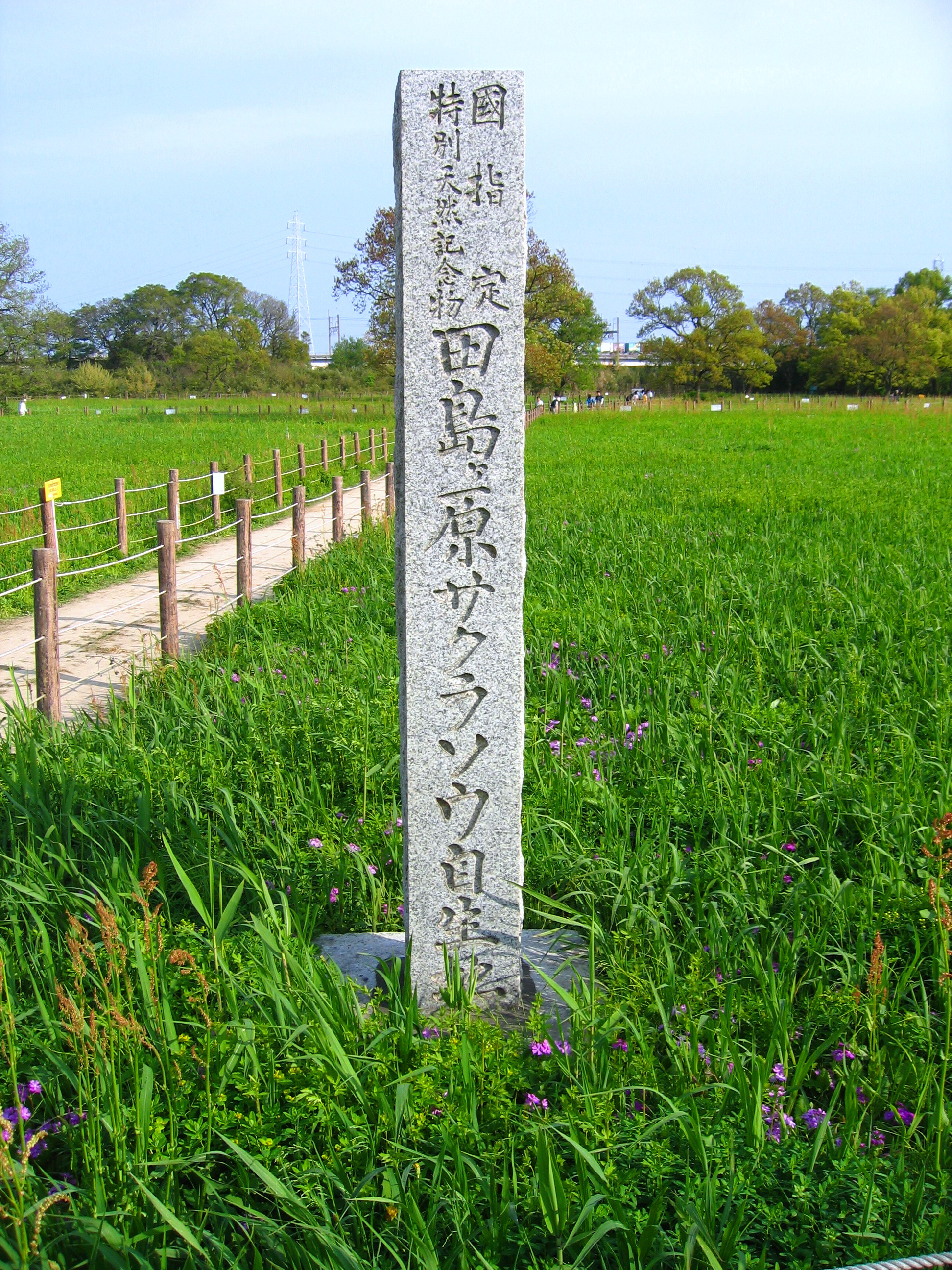
田島ヶ原サクラソウ自生地の碑

- 真鳥山城跡 - 字日向に所在する真鳥日向守の居館跡[7][20]。日向不動尊に石碑が残る。
- 西堀氷川神社 - 田島の氷川神社を下の宮、西堀の氷川神社を上の宮という。
- 日蓮宗萬福寺
- 真言宗智山派医王寺
- 須黒稲荷神社
- 須黒神社遺跡 - 新幹線建設による調査で、旧石器時代〜古墳時代に及ぶ遺跡が発見された。
- 日向北遺跡 - 2013年の道場三室線建設工事にともなう調査では弥生時代の建物跡などが多数発見された。
- 西堀貝塚[7] - 縄文期前期の遺跡
- 日向遺跡[7] - 古墳時代後期の遺跡

※かつて地区内にあった古墳時代後期の「日向古墳」は現在は中島にある。

### 公園
- 西堀高沼公園[19]
- 秋ヶ瀬公園 - 飛地に所在（一部）
- さくら草公園 - 同上（字南原）
- 合野谷公園
- 平川戸公園
- 西堀四丁目第一公園
- 西堀四丁目第二公園
- 西堀北上の宮児童公園
- 西堀九丁目第一公園
- 西堀七丁目児童公園
- 西堀七丁目公園
- 日向公園

### 施設
- 埼玉県立浦和工業高等学校[19]
- さいたま市立土合小学校
- わかほ幼稚園
- 西堀ひかわ幼稚園
- ひなどり幼稚園
- わらしべ保育園
- 鴻沼資料館
- 埼玉県信用金庫西堀支店
- 城北信用金庫西堀支店
- 浦和西堀郵便局
- 土合浄水場
- 土合公民館
- 西堀門前自治会館
- 西堀仲自治会館
- 東十丁目自治会館
- 里自治会館
- 日向第一自治会館
- 南上之宮自治会集会所
- 北高沼集会所
- 南高沼自治会集会所
- 内木酒造 - 1774年（安永4年）創業